# Max von Schlebrügge
Max von Schlebrügge (Estocolmo, Suecia, 1 de febrero de 1977) es un exfutbolista sueco. Jugaba en la posición de defensa. Tras un paso por el fútbol universitario de los Estados Unidos, retornó a Europa para actuar profesionalmente en clubes de Suecia, Bélgica y Dinamarca. Representó a su país a nivel internacional. 

## Trayectoria

### Clubes
| Club                | País      | Año       |
| ------------------- | --------- | --------- |
| AIK Estocolmo       | Suecia    | 1996      |
| IF Brommapojkarna   | Suecia    | 1998-2001 |
| Hammarby IF         | Suecia    | 2002-2006 |
| Anderlecht          | Bélgica   | 2007      |
| Brøndby IF          | Dinamarca | 2008-2011 |
| Hammarby IF         | Suecia    | 2012-2013 |
| Österåker United FK | Suecia    | 2015-2021 |

## Selección nacional
Entre 2003 y 2009, von Schlebrügge jugó 10 partidos para la selección de fútbol de Suecia, la mayoría de ellos de carácter amistoso.

## Vida privada
En marzo de 2000 cambió su apellido de Holmström a von Schlebrügge, que es el apellido de soltera de su abuela. Está emparentado a Nena von Schlebrügge y a su hija, la actriz Uma Thurman.